# 필 가트사이드
필립 '필' 가트사이드(Philip 'Phil' Gartside, 1941년 8월 23일 ~ 2016년 2월 10일 )는 영국의 기업인이자, 잉글랜드 프리미어리그 볼턴 원더러스 FC의 회장이었다.
2016년 2월 10일, 체셔주에 있는 본인의 자택에서 세상을 떠났다.

## 일생과 경력
리 출생으로 1989년 4월 리 문법 학교에서 학생이었을 때부터 볼턴의 팬이었고, 이후 볼턴 원더러스의 이사회에 합류하였다.
1999년 10월 회장에 임명되어 볼턴 역사상 처음으로 UEFA 컵에 도달하였고, 2009년 4월 23일 프리미어리그의 셀틱 FC와 레인저스 FC에 회장을 제안하기도 했다.

## 같이 보기
- 볼턴 원더러스 FC
- 잉글랜드 축구 협회